# 日本イタリア会館
公益財団法人日本イタリア会館（にほんイタリアかいかん、伊：Centro Culturale Italo Giapponese）は、日伊両国の学術および文化の普及を目的とする公益財団法人。京都及び大阪に事務所を置く。元外務省・文部科学省所管。

## 概要
日本イタリア会館は、日伊両国の学術および文化の普及を目的として、イタリア文化セミナー・イタリア語講座・イタリア留学支援活動などを行っている。1969年（昭和44年）に京都大学文学部イタリア文学研究科野上素一教授（当時）を初代理事長として設立。イタリアに関する資料数は7,500点を超え、日本有数である。なお、大阪市内にイタリア文化会館大阪があるが、これはイタリア政府の外務省の機関である。

## 目的
日伊両国の学術および文化の研究と紹介を行い、これらの普及を図り、もって両国間の理解と親善に貢献することを目的とする。

## 沿革
- 1940年（昭和15年）4月-三井高陽が日本イタリア会館の前身である京都日伊協会に対して会館建設用地として京都市左京区吉田牛の宮町4（現日本イタリア会館所在地）の土地を寄付
- 1965年（昭和40年）2月-駐日イタリア大使（当時）コッピーニが吉田茂に会館設立の協力要請
- 1969年（昭和44年）6月-文部省（当時）・外務省にて財団設立認可
- 1969年（昭和44年）8月-社団法人京都日伊協会の土地を日本イタリア京都会館に寄付
- 1969年（昭和44年）9月-京都大学文学部イタリア文学研究科野上素一教授（当時）が初代理事長に就任
- 1974年（昭和47年）4月-会館建屋 竣工
- 2000年（平成12年）5月-京都大学文学部イタリア文学研究科斎藤泰弘教授が二代目理事長に就任
- 2007年（平成19年）5月-京都大学文学部イタリア文学研究科天野恵准教授が三代目理事長に就任
- 2013年（平成25年）4月-公益財団法人に移行

## 事業内容
1. 日伊両国の言語、文学、歴史、政治、経済および文化等の共同研究
2. イタリア人学者、技術者の日本または東洋研究に対する研究助成および便宜供与
3. 日伊両国の学者、芸術家、技術者および学生等の交換に関する便宜供与
4. イタリア語およびイタリアの学術、文化に関する講習会、講演会、音楽会、映画会および展覧会等の開催、またイタリア語の母語であるラテン語から分岐した、スペイン語その他の言語についても必要に応じて講習会を開催
5. イタリアの文献、研究資料の蒐集整理、展示、情報提供、複写頒布、翻訳および刊行
6. 目的を同じくする内外諸団体との連絡
7. 会館の建設および運営
8. その他目的達成に必要な事業

## 所在地
- 本館：京都市左京区吉田牛の宮町4
- 大阪事務所：大阪市北区梅田1-11-4 大阪駅前第4ビル8F

## 歴代理事長
- 初代：野上素一
- 二代目：斎藤泰弘
- 三代目：天野恵

## 評議員、理事、顧問
1. 評議員
  - 宮嶋勲（ワインジャーナリスト）
  - 村瀬有司（京都大学准教授）
  - 湯浅浩志（公益財団法人日伊協会理事・事務局長）
2. 代表理事
  - 天野恵（京都大学名誉教授）
3. 業務執行理事
  - 伊藤公雄（京都大学・大阪大学名誉教授）
4. 理事
  - 内田健一（京都産業大学准教授）
  - 菊池正和（大阪大学教授）
  - 雑賀和美（京都新聞ホールディングス取締役）
  - 立元義弘（京都外国語大学講師）
5. 監事
  - 白石悦徳（京都府退職校園長会会長）
6. 顧問
  - 秋山喜久（大阪国際会議場顧問）
  - 阿部紘（類設計室副社長）
  - 井村裕夫（先端医療振興財団理事長）
  - 尾池和夫（京都大学元総長）
  - 岡田温司（京都大学教授）
  - 尾崎正明（茨城県近代美術館館長）
  - 柏原康夫（京都銀行相談役）
  - 河合成雄（神戸大学教授）
  - 久保田政一（日本経団連事務総長）
  - 小林満（京都産業大学教授）
  - 松本伸之（京都国立博物館館長）
  - 篠原資明（京都大学名誉教授）
  - 武谷なおみ（イタリア文学研究者、随筆家）
  - 鳥井信吾（サントリーホールディングス副会長）
  - 長谷川信弥（大阪大学准教授）
  - 前川重信（日本新薬会長）
  - 前堀克彦（弁護士）
  - 山辺規子（奈良女子大学名誉教授）

## 関連人物
これまでの日本イタリア会館会報誌（イタリアーナ）における主な執筆者およびその内容、掲載年月
- 小松左京（作家）、「ダンテとその宇宙」、1987年7月
- 森毅（京都大学名誉教授）、「文化の裏街道」、1987年7月
- 須賀敦子（作家）、「ウンガレッティの詩法の変化についての一考察」、1980年7月
- カルロ・ギンズブルグ、インタビュー掲載「歴史と文学の間で」、1997年9月
- 陣内秀信 法政大学教授、「南イタリアの都市と集落」、1998年12月
- 浅田彰 京都造形芸術大学大学院長、「カラヴァッジョを巡って」、2003年9月